# Rhaconotus dentatus
Rhaconotus dentatus är en stekelart som först beskrevs av Charles Thomas Brues 1924.  Rhaconotus dentatus ingår i släktet Rhaconotus och familjen bracksteklar. Inga underarter finns listade i Catalogue of Life.